# Сант-Онофріо
Сант-Онофріо (італ. Sant'Onofrio, сиц. Sant'Onofriu) — муніципалітет в Італії, у регіоні Калабрія, провінція Вібо-Валентія.
Сант-Онофріо розташований на відстані близько 480 км на південний схід від Рима, 45 км на південний захід від Катандзаро, 7 км на північний схід від Вібо-Валентії.
Населення — 3100 осіб (2014).
Покровитель — Sant'Onofrio.

## Демографія
Населення за роками:

Станом на 1 січня 2023 року в муніципалітеті офіційно проживали 154 іноземці з 10 країн, серед них 27 громадян країн Євросоюзу та 7 громадян України.

## Сусідні муніципалітети
- Філогазо
- Маєрато
- Піццо
- Стефанаконі
- Ваццано
- Вібо-Валентія